# Brzeście (powiat skarżyski)
Brzeście – wieś w Polsce, położona w województwie świętokrzyskim, w powiecie skarżyskim, w gminie Bliżyn.
| SIMC    | Nazwa          | Rodzaj    |
| ------- | -------------- | --------- |
| 0228281 | Brzeście Górne | część wsi |
| 0228298 | Łysa Góra      | część wsi |
| 0228306 | Przy Szosie    | część wsi |
| 0228312 | Pustki         | część wsi |
| 0228329 | Sołtystwo      | część wsi |
| 0228335 | Szczurów       | część wsi |

W latach 1975–1998 miejscowość należała administracyjnie do województwa kieleckiego.
Wierni Kościoła rzymskokatolickiego należą do parafii św. Ludwika w Bliżynie.